# Лонгфорд (графство)
Лонгфорд (на английски: County Longford, Каунти Лонгфорд; на ирландски: Contae an Longfoirt) е едно от 26-те графства на Ирландия. Намира се в провинция Ленстър. Граничи с графствата Каван, Уестмийт, Роскомън и Лийтрим. Има площ 1091 km². Население 34 361 жители към 2006 г. Главен град на графството е Лонгфорд. Градовете в графството са Арда, Балимахън, Гранард, Еджуъртстаун, Лейнсбъро и Лонгфорд (най-голям по население).